# مونتلیمار
شهر مونتِلیمَر (به فرانسوی: Montélimar) در شهرستان دروم در ناحیه رون-آلپ با جمعیت ۳۳٬۹۲۴ نفر در کشور فرانسه واقع شده‌است